# Judith Merril
Judith Merril, pseudonimo di Judith Josephine Grossman (Boston, 21 gennaio 1923 – Toronto, 12 settembre 1997), è stata un'autrice di fantascienza statunitense naturalizzata canadese.

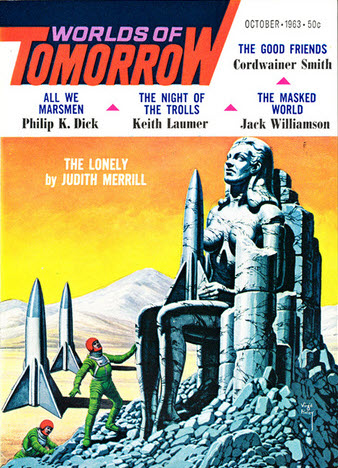
The Lonely di Judith Merril pubblicato su Worlds of Tomorrow

Oltre a scrivere racconti e romanzi brevi, è stata antologista ed editrice. Trasferitasi dagli Stati Uniti d'America in Canada per polemica nei confronti della guerra del Vietnam, nel 1970 ha donato la sua collezione alla biblioteca pubblica di Toronto.
Dal 1949 al 1953 è stata sposata con lo scrittore Frederik Pohl.

## Romanzi
- Solo una madre (That Only a Mother, 1948)
- Orrore su Manhattan (Shadow on the Hearth, 1950)
- Lago del sole (Mars Child, 1951), scritto con Cyril M. Kornbluth
- Outpost Mars (1952), firmato Cyril Judd, scritto con Cyril M. Kornbluth
- L'ordine e le stelle (Gunner Cade, 1952), scritto con Cyril M. Kornbluth
- Survival Ship (1951)
- Metà luna (Project Nursemaid, 1955), romanzo breve
- Out of Bounds: Seven Stories (1960)
- Gente di domani (The Tomorrow People, 1960)
- The Deep Down Dragon (1961)
- The Lonely, in Worlds of Tomorrow (1980)
- Daughters of Earth: Three Novels (1968)
- Survival Ship and Other Stories (1973)
- The Best of Judith Merril (1976), antologia
- Il richiamo (Homecalling, 1989)